# Zarnekow (Dargun)
Zarnekow ist ein Ortsteil der Stadt Dargun im Landkreis Mecklenburgische Seenplatte in Mecklenburg-Vorpommern.

## Geografie und Verkehrsanbindung
Zarnekow liegt östlich des Stadtkerns von Dargun an der am südlichen Ortsrand verlaufenden B 110. 

## Sehenswürdigkeiten
Als Baudenkmale sind ausgewiesen (siehe Liste der Baudenkmale in Dargun#Zarnekow): 
- Bauernhäuser (Dorfstraße 9/10 und Dorfstraße 40/42)
- Bauernhaus mit Schuppen (Dorfstraße 21)
- Landarbeiterhaus (Dorfstraße 20)
- Scheune (Dorfstraße 5)
- Platanenallee mit 2 Obelisken (Dorfstraße, Einmündungsbereich in die B 110)